# Centre d'Estudis Cinematogràfics de Catalunya
El Centre d'Estudis Cinematogràfics de Catalunya (CECC) va ser una escola de cinema situada en Barcelona per la qual han passat directors com Roberto Castón, Adán Aliaga, Santiago Zannou, Marcelo Bukin o Jaume Balagueró, entre d'altres. La seva activitat docent se centrava en la formació de directors de cinema, guionistes, directors de fotografia i operadors de càmera, directors d'art, muntadors, tècnics de so i actors.

## Història
Fundada en 1985 per Héctor Fáver, inicialment, l'escola va venir a omplir un buit en matèria d'ensenyament del cinema a Catalunya. Constituïda des de la iniciativa privada, per la seva mateixa vinculació a la producció cinematogràfica professional, el Centre d'Estudis Cinematogràfics de Catalunya s'ha constituït gradualment potser com una de les escoles de cinema de més repercussió d'Europa. El cineasta Isaki Lacuesta (Girona, 1975), director de Los condenados, relleva a partir del 2010 a Héctor Faver al capdavant de l'escola. Isaki Lacuesta, guardonat amb el Premi Gaudí a la millor pel·lícula en llengua no catalana per Los condenados i coguionista de Garbo, l'espia (L'home que va salvar el món), guanyador del Goya al millor documental, centra ara la seva tasca a ampliar l'oferta acadèmica, explorar nous formats i reforçar els vincles entre escola i indústria. Faver deixa la direcció i passa a la presidència del centre, a través de Grup Cinema Art, la productora associada a l'escola destinada a la producció de llargmetratges i curts d'alumnes i professors del centre.
L'escola va tancar el gener de 2013 a causa de problemes econòmics, manant a tot el seu alumnat a l'escola de cinema ECIB per un conveni perquè aquests poguessin acabar el seu estudis.
La seva seu es trobava al Carrer de la Torre Vélez número 33 i tenia tres edificis secundaris: el número 27 del mateix carrer i el número 6-8 i el número Passatge de Flaugier.

## Programes d'estudi
El CECC comptava amb un pla d'estudis que cobria les especialitats de Direcció Cinematogràfica (3 anys), Direcció de Fotografia (3 anys) i operador de càmera (3 anys), Muntatge i So (3 anys), Interpretació (1 anys), Seminaris, tallers i màsters (durada variable).

## Producció Cinematogràfica
El Centre d'Estudis Cinematogràfics de Catalunya (CECC) comptava amb la seva productora cinematogràfica associada, Grup Cinema Art, amb la finalitat d'orientar i produir els projectes cinematogràfics acadèmics i paral·lels dels alumnes.

## Filmografia
A la filmografia del Centre d'estudis cinematogràfics de Catalunya es compten gairebé un centenar de títols des de La vida en joc, en 1993.

## Premis
Alguns dels premis obtinguts en festivals nacionals i internacionals són: premi al millor curtmetratge europeu en el Festival Internacional de Cinema de Berlín, “Berlinale 2006”, amb el curtmetratge documental El cerco; premi Goya al millor curtmetratge documental, amb Los niños del Nepal, aa més d'obtenir dues nominacions als Goya al millor curtmetratge de ficció amb Viernes, de Xavi Puebla (recent guanyador de dos Premis Gaudí pel llargmetratge Benvingut a Farewell-Gutmann) i Cara sucia, de Santiago Zannou (recent guanyador de tres Premis Goya pel llargmetratge El truco del manco); premi nova autoria de la SGAE (Societat General d'Autors i Editors, a la millor direcció en el Festival de Cinema de Sitges 2008 al curtmetratge EYJA, de Dögg Mósesdóttir. Durant dos anys consecutius (en les edicions 2004 i 2005), ha guanyat el premi al millor curt en la secció “Encuentros de Escuelas de Cine” en el marc del Festival Internacional de Cinema de Sant Sebastià amb els curtometratges Final i 2+2=5.